# 包黎阿黎奧
包黎阿黎奧（排灣族：Bauriariau），又稱勞利安（Lawlian），是台灣排灣族傳說中的人物，曾經離開家裡、在地底的部落裡居住許多年，並且在當地人的幫助下屢建奇功。

## 傳說

### 前往地底
據說包黎阿黎奧在十二、三歲的時候，自己製作了一個銀圈當玩具（一說是球），但當他把銀圈往東方丟時，銀圈卻不知道飛到什麼地方了，他前往東方尋找，並且無意間來到地底的部落：Tsaraito'ko，當地的人要他去找部落裡一位無所不知的老婆婆。那位老婆婆雖然知道銀圈在哪裡（一說被她藏著），但她要包黎阿黎奧留在她的家當她的兒子才肯告訴他，包黎阿黎奧沒辦法只好答應。

### 打獵
包黎阿黎奧在地底住下來後的某天，他想要跟其他人去打獵，因此回到家裡向老婆婆要求打獵的工具，而老婆婆給他一根織布用的竹子（vayda）。到了打獵當天，族人紛紛嘲笑他帶的工具，並拒絕跟他同行。但整天打獵下來，族人們沒抓到甚麼獵物、反而是包黎阿黎奧用竹子打死了大量的野獸回來，成為當天功勞最大的人，當晚老婆婆開心得宴請部落裡的人吃飯、還反過來嘲笑那些沒抓到獵物的族人，說那是看不起自己兒子（包黎阿黎奧）的報應。

### 捕魚
後來又到了某一天，族人集結去捕魚，而老婆婆交給包黎阿黎奧兩種寢具（cawvan、itung）、要他也跟著去，雖然他還是因為漁具而受到族人嘲笑，但實際在捕魚時，包黎阿黎奧藉由將寢具鋪在河床上、撈起了大量的魚蝦，不僅讓族人大吃一驚，也讓他再度位居首功。族人雖然受到了老婆婆的第二次招待，但心裡相當不開心。

### 出草
忌妒包黎阿黎奧的族人後來邀他一起去出草，並且當場羞辱一樣帶著竹子來參加的包黎阿黎奧，包黎阿黎奧雖然不開心，但選擇忍住不跟他們吵。而在出草期間，族人埋伏在草叢中對目標的人開槍，卻沒有一個人射中，反而是包黎阿黎奧在看到目標快要逃掉的時候，連忙一邊唸著咒語一邊衝向前，舉起竹子朝對方一陣猛打，擊倒了許多敵人並獵得他們的頭，三度取得首功，而再度輸給包黎阿黎奧的族人只能老實地跟他道歉。

### 回家
後來包黎阿黎奧又在當地住了一段時間，逐漸心生思鄉之情、因此決定在某天啟程回到人間，聽到他唱著思鄉之歌的老婆婆雖然聽不懂歌詞的意思，但察覺事有蹊俏。而在他準備啟程的當天，他加入了部落中慶祝獵得人頭的舞會，並以出色的舞蹈奪得族人的讚賞，但也因此惹怒了那些始終贏不了他的人，打算將他殺死，事先查覺到異樣的包黎阿黎奧豎起了一根中間夾著石塊的竹子、作為梯子爬回人間，追殺他的人怎麼砍竹子都砍不斷，只能眼睜睜的看著他逃離。
包黎阿黎奧回到家時，已經離開了四五年，家裡的人都不認識他、甚至還拿出得給客人用的椅子坐，直到父親注意到包黎阿黎奧的銀圈，才終於認出了他。他的經歷被族人視為美談、在部落裡闖為傳播，而他也被推舉為部落頭目。